# جيرد لارسن (منافس ألعاب قوى)
جيرد لارسن (بالدنماركية: Gerd Larsen)‏ هو منافس ألعاب قوى دنماركي، ولد في 8 سبتمبر 1942 في أبينرا ‏ في الدنمارك.

## وصلات خارجية
- جيرد لارسن على موقع الاتحاد الدولي لألعاب القوى (الإنجليزية)
- جيرد لارسن على موقع أوليمبيديا (الإنجليزية)